# Leyla Gediz
Leyla Gediz (nacida en 1974) es una artista turca. Creció en Estambul y se mudó a Londres a estudiar en el Chelsea College of Art and Design, la Slade School of Fine Arts y Goldsmiths College, Universidad de Londres, recibiendo una maestría en artes visuales.
En 1995 y 1997 le otorgaron el primer premio en el Concurso de Naturaleza Muerta de la Escuela de Bellas Artes Slade en Londres. En 2003, su trabajo se incluyó en Where?, Here?, Turkish Art Today en el Museo de Arte Moderno de Saitama, Japón. En 2010 su trabajo fue incluido en A Dream…but not yours: Contemporary Art from Turkey en el National Museum of Women in the Arts, Washington, DC.
A lo largo de sus producciones desarrolla un enfoque conceptual de la pintura. Habitualmente crea instalaciones para sus exposiciones individuales y extiende su interrogación sobre la figura y el marco al espacio de exhibición.
En 2017, Gediz se mudó a Lisboa, Portugal, para participar en el proyecto de investigación Mujeres: navegando por la presencia y la ausencia desarrollado en la Fundación Gulbenkian en 2021.